# Henri Senfftleben

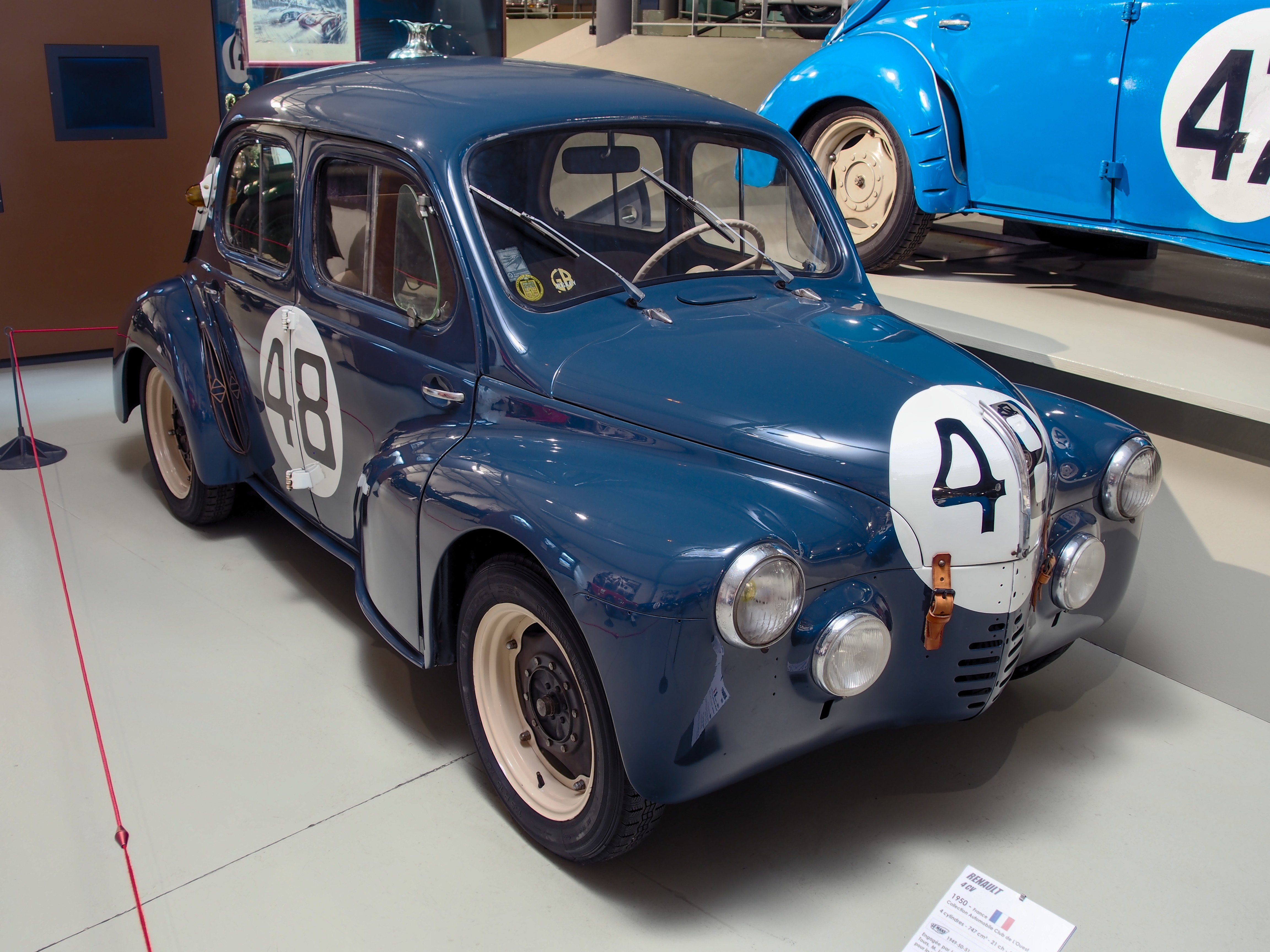
Die Rennversion des Renault 4CV, mit der Henri Senfftleben beim 24-Stunden-Rennen von Le Mans am Start war

Otho Adolphe Henri Senfftleben (* 11. November 1910 in Clamart; † 7. April 1955 in Caen) war ein französischer Autorennfahrer.

## Karriere als Rennfahrer
Henri Senfftleben war in seiner Karriere dreimal beim 24-Stunden-Rennen von Le Mans am Start und war dabei jedes Mal der Teamkollege von Jacques Lecat. Das Duo fuhr bei allen drei Einsätzen einen Renault 4CV und erreichte mit dem 25. Gesamtrang 1951 die beste Platzierung im Gesamtklassement.

## Statistik

### Le-Mans-Ergebnisse
| Jahr | Team          | Fahrzeug    | Teamkollege   | Platzierung | Ausfallgrund |
| ---- | ------------- | ----------- | ------------- | ----------- | ------------ |
| 1951 | Jacques Lecat | Renault 4CV | Jacques Lecat | Rang 25     |              |
| 1952 | Jacques Lecat | Renault 4CV | Jacques Lecat | Ausfall     | Motorschaden |
| 1953 | Jacques Lecat | Renault 4CV | Jacques Lecat | Ausfall     | Motorschaden |

### Einzelergebnisse in der Sportwagen-Weltmeisterschaft
| Saison | Team          | Rennwagen   | 1   | 2   | 3   | 4   | 5   | 6   | 7   |
| ------ | ------------- | ----------- | --- | --- | --- | --- | --- | --- | --- |
| 1953   | Jacques Lecat | Renault 4CV | SEB | MIM | LEM | SPA | NÜR | RTT | CAP |
| 1953   | Jacques Lecat | Renault 4CV | DNF |     |     |     |     |     |     |